# C/2000 K2 (LINEAR)
C/2000 K2 (LINEAR) — одна з довгоперіодичних комет. Ця комета була відкрита 26 травня 2000 року; вона мала 18.1m на час відкриття.